# ماریا بونوی
ماریا بونوی (انگلیسی: Maria Bonnevie؛ زادهٔ ۲۶ سپتامبر ۱۹۷۳) بازیگر اهل نروژ است. وی از سال ۱۹۹۱ میلادی تاکنون مشغول فعالیت بوده‌است.
از فیلم‌هایی که وی در آن نقش داشته‌است، می‌توان به بی‌گناهی، بازسازی، تبعید، سیزدهمین سلحشور، بی‌خوابی، آسیابک، من دینا هستم و دختر شرمسارگر اشاره کرد.